# 曾愛玉
曾愛玉（1944年—），前任天堂溥天（任天堂台灣分公司）總經理，曾為博優董事長。

## 簡歷
曾愛玉出身彰化望族，父親在台北市迪化街開布莊時曾與日本貿易，後嫁往日本。1982年，經由父親介紹，曾愛玉與NEC、松下產業等大廠進行半導體出口交易。1983年，台灣尚未開放電玩進口，曾愛玉開始請台灣留學生夾帶任天堂Game & Watch的水貨進口在台銷售；後因任天堂《瑪利歐兄弟》遊戲卡帶熱賣，台灣水貨出貨量大增，間接促成當時任天堂社長山內溥來台會談，正式開始了博優公司在台銷售任天堂產品的業務，曾愛玉因此被稱為「任天堂阿嬤」。
2006年，Wii在台上市以前，任天堂決定在台灣逕行戰略調整，告知博優無法繼續無書面契約狀態下之交易，但博優不願與任天堂簽定書面代理契約，長期交涉遲遲未果；2011年，任天堂決定終止與博優交易，同時於2011年2月底解除曾愛玉之任天堂溥天總經理職務。博優認為權利受損，因此向台北地方法院提出對任天堂的民事訴訟。因博優過往之售後服務風格造成台灣消費者多有怨言，因此消費者此事件多抱持正面歡迎態度。
2011年7月25日，曾愛玉召開「曾愛玉奉獻30年，任天堂一腳踢開」記者會，委任兩名律師鄭文龍與陳為祥控告任天堂；曾愛玉抨擊，她30年來努力經營任天堂的台灣業務，任天堂卻在2008年7月違反雙方獨家代理經銷權合約而將Wii系列產品交由展碁國際在台共同經銷，她難以接受任天堂僅憑一紙存證信函即解除她的職務與博優在台代理經銷權。2011年7月28日，任天堂溥天發布聲明稿表示：㈠該公司與任天堂均未對博優提供任天堂產品「未定期限之獨家販售」之權利；㈡該公司董事會已於2010年11月決議解除曾愛玉之任天堂溥天總經理職務，而該公司從2010年夏季起即已持續勸說曾愛玉辭職，但無法獲得曾愛玉的理解，所以不得不依「總經理一職應由熟悉任天堂業務者擔任」策略解除曾愛玉職務。
2013年4月22日，中央通訊社報導，任天堂溥天向前總經理兼博優公司董事長曾愛玉所提出請求歸還其所占有之公司印鑑的民事訴訟，中華民國最高法院宣判曾愛玉敗訴定讞，曾愛玉必須歸還。報導指出，任天堂溥天主張，該公司董事會於2010年11月決議解除曾愛玉總經理職務，但任期終止後曾愛玉仍無故佔有公司印章、存摺、定期存款存單，經公司數度催討仍不願歸還，公司因此提起民事訴訟。曾愛玉主張，博優與任天堂合作數十年，任天堂溥天不得片面解除約定，即使終止總經理職務也應依國際慣例給付離職金，且博優擁有不定期限的獨家總經銷權，因而拒絕歸還印鑑。2011年9月7日臺北地方法院一審認定，任天堂溥天與曾愛玉為未定期限的總經理委任關係，任天堂決議解聘後即終止契約，曾愛玉無權占有公司印鑑，故判決曾愛玉敗訴，曾愛玉應歸還公司印章3枚、存摺3本、定期存款存單2張共新臺幣1500萬元。曾愛玉不服一審判決，提起上訴。2013年1月8日臺灣高等法院二審判決曾愛玉敗訴。2013年4月22日最高法院駁回曾愛玉上訴，全案定讞。另外，博優先前向臺北地方法院提起恢復任天堂獨家總經銷權與賠償金的民事訴訟，已於2012年12月20日一審宣判敗訴；就司法院網站查詢結果，博優後續並未提起上訴。

## 外部參照
1. ↑  . 壹週刊 (台灣) （中文（臺灣））. |issue=被忽略 (帮助)[永久]
2. ↑  . 巴哈姆特電玩資訊站. 2011-07-26 （中文（臺灣））.[永久]
3. 1 2  . udn數位資訊 （中文（臺灣））.
4. ↑  . PTT. 2010-03-01. （原始内容存档于2013-04-25） （中文（臺灣））.
5. ↑  . PTT. 2011-07-25  [2011-07-27]. （原始内容存档于2019-04-27） （中文（臺灣））.
6. ↑  . 任天堂溥天. 2011-07-28. （原始内容存档于2011-08-18） （中文（臺灣））.